# 釣島海峡
釣島海峡（つるしまかいきょう）は、瀬戸内海西部斎灘（安芸灘）と伊予灘を隔てる海峡。釣島瀬戸ともいう。また、釣島水道として航行船舶について海上交通安全法第25条第2項の規定に基づく経路が指定されている（海上保安庁告示第92号）。

## 地理
愛媛県松山市の沖合にある興居島（ごごしま）や釣島（つるしま）と中島との間に位置する。瀬戸内海の本線航路があり、ここから中島西方の怒和島（ぬわじま）との間にあるクダコ水道を北上すると、広島湾（山口県岩国沖）に入ることができる。
旧海軍呉鎮守府が広島県呉市に置かれていた当時、連合艦隊の艦船の多くは、クダコ水道と釣島海峡を通過して伊予灘から豊後水道経由で外洋に出た。

## 海難事故
大小さまざまな船舶の行き交う瀬戸内海の幹線航路であるため、過去には幾度か海難事故が発生している。
- 1932年（昭和7年）8月16日 - 「日福丸」と「日出丸」（ともに船種、トン数不詳）が衝突して「日福丸」が沈没。乗員19人が死亡[3]。
- 1943年（昭和18年）5月15日、北条鹿島沖合で関西汽船所属の定期旅客船「浦戸丸」（1326トン）が貨物船と衝突して沈没。数名の遺体が興居島周辺に漂着した[4]。
- 1944年（昭和19年）6月13日には由利島沖で伊号第三十三潜水艦が沈没しており、興居島の御手洗海岸には慰霊碑が建立されている[5]。
- 1977年（昭和52年）4月 - 釣島海峡を航行中の貨物船とタンカーが衝突、パナマ船籍の「アストロ・レオ号」が炎上した。また、同船から1600kl以上の原油が流出、半分以上は火災により燃焼したが、残りは海峡内に広がった[6]。